# Cyclosurus
Cyclosurus é um género de gastrópode  da família Cyclophoridae.
Este género contém as seguintes espécies:
- Cyclosurus mariei